# Glenr
En la mitología nórdica, Glenr (del nórdico antiguo: "apertura en las nubes") es el esposo de la diosa Sól, que conduce sus caballos hacia el sol en el cielo.
Glenr también es un nombre alternativo para Glær, uno de los caballos que cabalgan los dioses Æsir, según  Gylfaginning.